# Barbe de Constantine
Le Barbe de Constantine est une population de chevaux de type Barbe, propre à la région de Constantine et plus largement, à la partie orientale des Hauts Plateaux de l'Algérie. Cette population est caractérisée et différenciée par des auteurs français coloniaux au XIXe siècle, notamment des vétérinaires. Le Barbe de Constantine est décrit comme étant plus grand et plus enlevé que ceux des autres régions du Maghreb. 
Il a notamment servi de monture militaire pendant la période coloniale française. Zanzi, un Barbe de Constantine, obtient de nombreux succès en saut d'obstacles sur les terrains de concours européens des années 1920. 

## Histoire
Le vétérinaire Eugène Aureggio attribue à cette population de chevaux une origine Arabe-Barbe. 

## Description

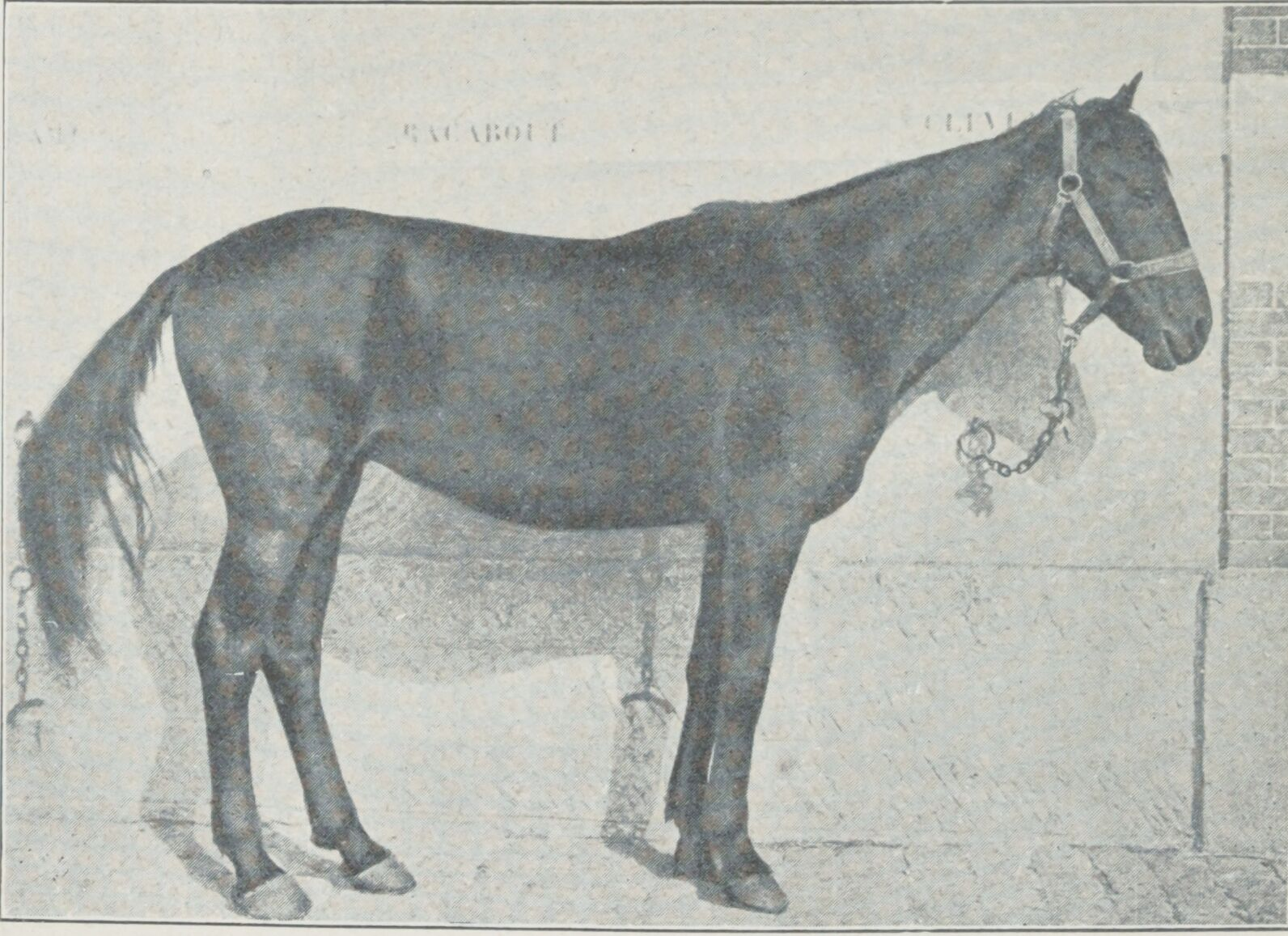
Barbe de Constantine, au modèle.

Le Barbe de Constantine est l'une des populations de chevaux d'Afrique du Nord identifiées dans les sources coloniales françaises.
Il mesure de 1,45 m à 1,65 m. Par comparaison aux autres populations de chevaux Barbe, celui des Hauts Plateaux est nettement différencié de ceux des autres régions de l'Algérie. Le Barbe de Constantine est plus grand,, plus fortement charpenté, plus anguleux dans ses formes,, plus enlevé, et possède aussi des membres plus fins. 
La tête est longue et sèche, de profil légèrement busqué, avec le nez fuyant. L'encolure est longue, légère et droite, ou légèrement renversée. Le garrot est sec et très saillant,. La ligne du dessus est plutôt tranchante, et le rein mal attaché,. Les hanches sont saillantes, et la croupe longue, inclinée et souvent avalée (oblique). La poitrine est haute et profonde, ogivale. Les côtes sont plates, la fausse côte est courte. Les membres sont fins, avec des articulations étroites. Les pieds sont petits.

## Utilisations

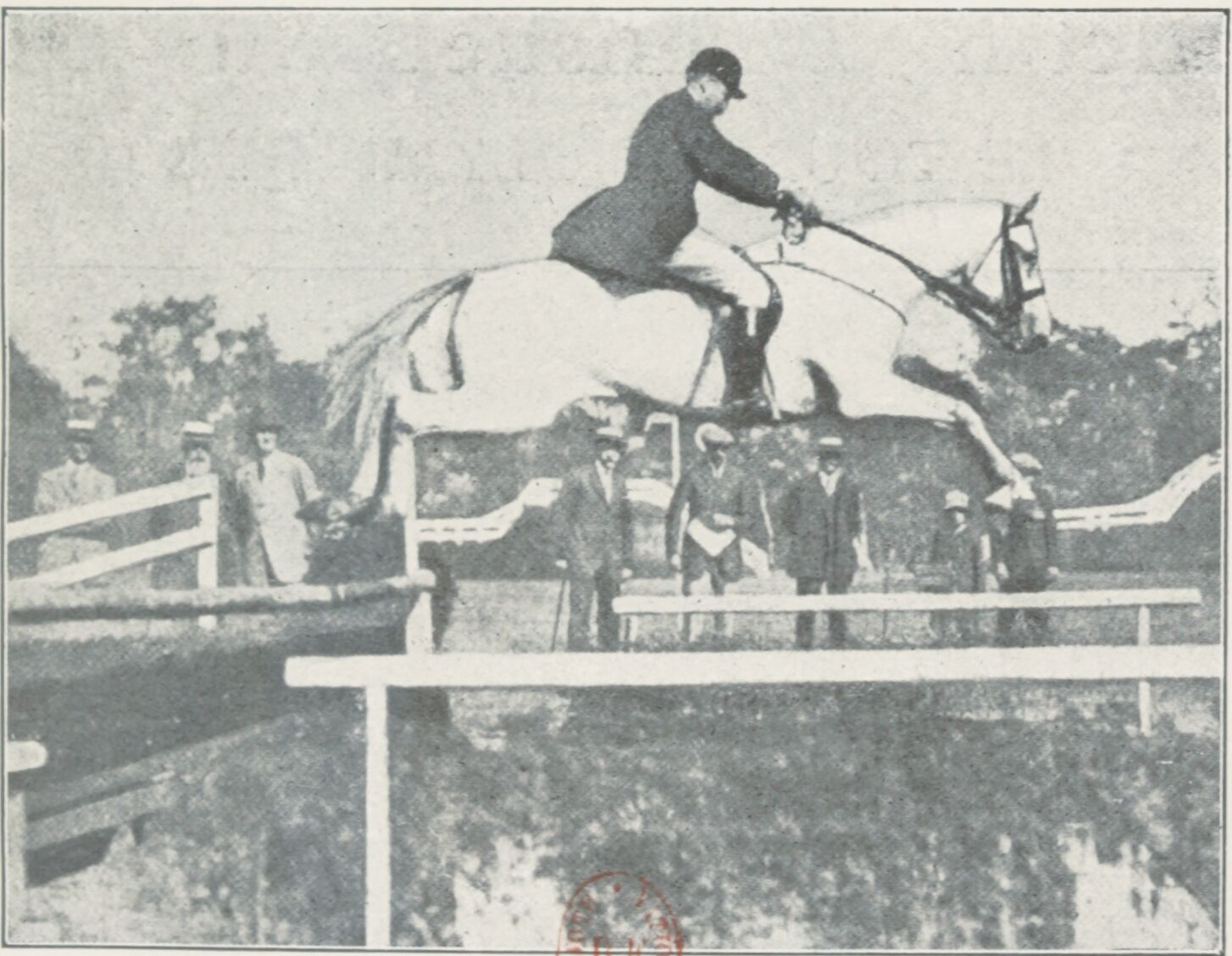
Le Barbe de Constantine Zanzi dans un concours de saut d'obstacles, monté par M. de Laissardière.

Durant les années 1870, la province de Constantine vend chaque année un grand nombre de chevaux pour la remonte militaire française. 
D'après Jean Licart, un Barbe de Constantine nommé Zanzi a connu une fructueuse carrière de cheval de saut d'obstacles durant les années 1920 en Europe, en concourant à Bruxelles et à Londres, et en passant des obstacles jusqu'à 1,60 m.

## Diffusion de l'élevage
La province de Constantine a pour particularités d'avoir un sol fertile et riche en calcaire,. C'est aussi la région la plus riche en chevaux de toute l'Algérie. 
Le Barbe y est notamment élevé par les tribus des Abd-el-Nours et des Haractas, dans les massifs montagneux du littoral vers Guelma et Souk Ahras, et par les tribus de l'Aurès telles que les Nemencha, Amamras, et Righas.